# Птоз верхнего века
Птоз верхнего века (от др.-греч. πτῶσις — падение), блефароплегия, блефароптоз, птоз — патологическое низкое положение верхнего века по отношению к глазному яблоку вследствие его опущения, не путать с эпикантусом.
Блефароптоз самое частое заболевание век у детей, при этом у одного из четырёх больных с врождённым птозом встречаются параллельно либо пальпебральный синдром, либо паралич глазодвигательного нерва или синдром Маркуса Гунна.

## Разновидности
- Односторонний или двухсторонний
- Полный или частичный
- Врождённый или приобретённый

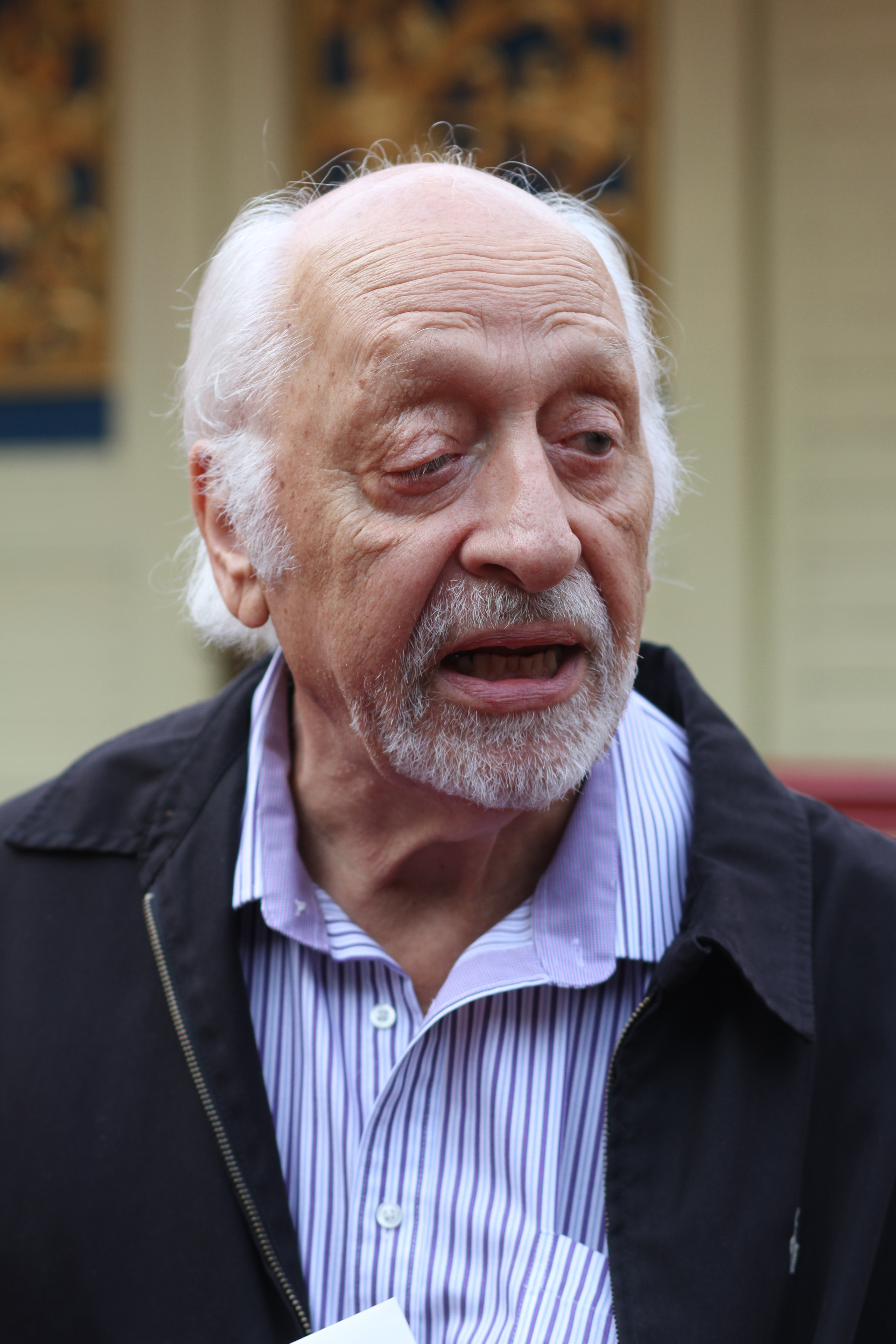
Полный врождённый правосторонний птоз у Карла Даля

  - Среди приобретённого птоза века преобладают возрастной и апоневротический, вызванный атрофией или повреждением апоневроза мышцы.

## Причины
Большинство случаев птоза имеет причиной нарушение мышцы, поднимающей верхнее веко.
Другие причины:
- старение мышечной ткани леватора (растяжение этой мышцы), в результате она не способна поднять веко до верха и полностью раскрыть глаз;
- патология нервной системы, влияющая на работу леватора;
- снижение внутриглазного давления;
- киста или опухоль придаточного аппарата глаза и структур головного мозга;
- пластическая операция;
- заболевание эндокринной системы.
- Причиной врождённого птоза является недоразвитие или отсутствие мышцы, поднимающей верхнее веко.[источник не указан 1518 дней]
- Причиной приобретённого птоза являются, помимо травм, многие неврологические заболевания (инсульт, энцефалит и др., часто в рамках синдрома Горнера), ведущие к парезу или параличу глазодвигательного нерва, иннервирующего мышцу, поднимающую верхнее веко.[источник не указан 1518 дней]

## Симптомы
Частые симптомы птоза верхнего века:
- частичное или полное опущение края верхнего века;
- запрокидывание головы назад;
- снижение остроты зрения, появление косоглазия;
- постоянная усталость глаз, головные боли;
- раздвоение предметов перед глазами.

## Диагностика
При оценке степени птоза пользуются параметром MRD — расстоянием между краем верхнего века и центром зрачка в мм. Так, если край века проходит через середину зрачка — это MRD = 0 мм, если край века выше середины зрачка, то MRD может быть от +1 до +5, +6, если ниже середины зрачка, то MRD будет — 1-5 мм.
При определении степени птоза и подвижности верхнего века важно фиксировать брови пациента в расслабленном положении, так как
нередко удается открывать глаз с полным птозом до состояния, походящего на птоз 2-й и даже 1-й степени за счёт сильного напряжения лобной мышцы и бровей.
У детей малого возраста особенно важно определить есть ли амблиопия, так как сниженное зрение — показание к коррекции птоза. Если речь идёт о ребёнке до 2-3 лет, когда определение остроты зрения по оптотипам не представляется возможным по понятным причинам, можно заподозрить наличие сниженного зрения, оценивая реакцию ребёнка на прикрывание «хорошего» глаза, при условии, что веко на глазу с птозом принудительно открыто (например пластыревой подвеской). Так, при сниженном зрении на стороне поражения ребёнок будет негативно относиться к прикрыванию здорового глаза — отталкивать руку, плакать и т. п. Значит, глаз видит существенно хуже.
Далее важно оценить силу леватора, экскурсию века, высоту и вид пальпебральной складки, напряжённость бровей, наличие лагофтальма, феномен Белла и продукцию слезной жидкости. Внимательно осматривают роговицу, чтобы выявить любые поражения или проявления дистрофии, которые могут предрасполагать к послеоперационной кератопатии у пациента. Экзофтальм или «отставание» века может создавать впечатление о наличии птоза на парном глазу. Поэтому полезно выполнить экзофтальмометрию.

## Лечение
Лечение птоза подразделяется на консервативное и хирургическое. Консервативному лечению подлежит нейрогенный птоз. Терапия направлена на восстановление функции нерва. Применяется местная УВЧ-терапия, гальванотерапия, препараты для питания нервной ткани. В отсутствие эффекта от консервативного лечения нейрогенного птоза и во всех остальных случаях прибегают к хирургическому лечению.
Важным этапом в ожидании оперативного лечения у детей младшего возраста с птозами 2-й и 3-й степени является подвешивание верхнего века к коже лба с помощью лейкопластыря. Эта манипуляция имеет плохой косметический эффект и создаёт определённые неудобства, но позволяет избежать депривации и развития амблиопии, а также выиграть время для подготовки ребёнка к хирургическому лечению. Важно обучить родителя правильной технике выполнения данной манипуляции: слегка потянуть верхнее веко вниз, для расправления имеющихся складок кожи, узкую (1 см) полоску пластыря одним концом плотно приклеиваем к коже верхнего века в проекции роговицы, отступив от края века на 3—4 мм, подтягиваем полоску пластыря вверх до открытия большей площади зрачка, затем плотно приклеиваем другой конец полоски к коже лба над бровью. При этом следует придерживаться следующих правил:
1. не нужно давить на глазное яблоко;
2. не нужно добиваться строгой симметрии в положении век обоих глаз;
3. нужно строго следить за тем, чтобы величина неполного смыкания век при спокойном закрытии обоих глаз не была более 2,0—2,5 мм;
4. использовать пластырь-подвеску в период наибольшего времени бодрствования, не менее 3 часов в день;
5. не использовать во время сна;
6. при контактном дерматите отменить пластырь-подвеску, а затем использовать лейкопластырь другой фирмы (или той же);
7. протирать кожу влажным тампоном от клейкого вещества после снятия пластыря.

При невозможности проведения пластыревого подвешивания (ребёнок срывает пластырь, выраженные аллергические реакции, социальная дезадаптация пациента в детском коллективе из-за издевательств по поводу приклееного пластырем века) целесообразно проведение хирургического лечения в сроки от 6 месяцев, поскольку ожидание ранее принятого в России срока проведения хирургического лечения (3—4 года и позже) гарантированно приведёт к развитию стойкой амблиопии.
Подавляющее большинство случаев птоза лечится хирургическим способом.

## Известные личности с птозом верхнего века

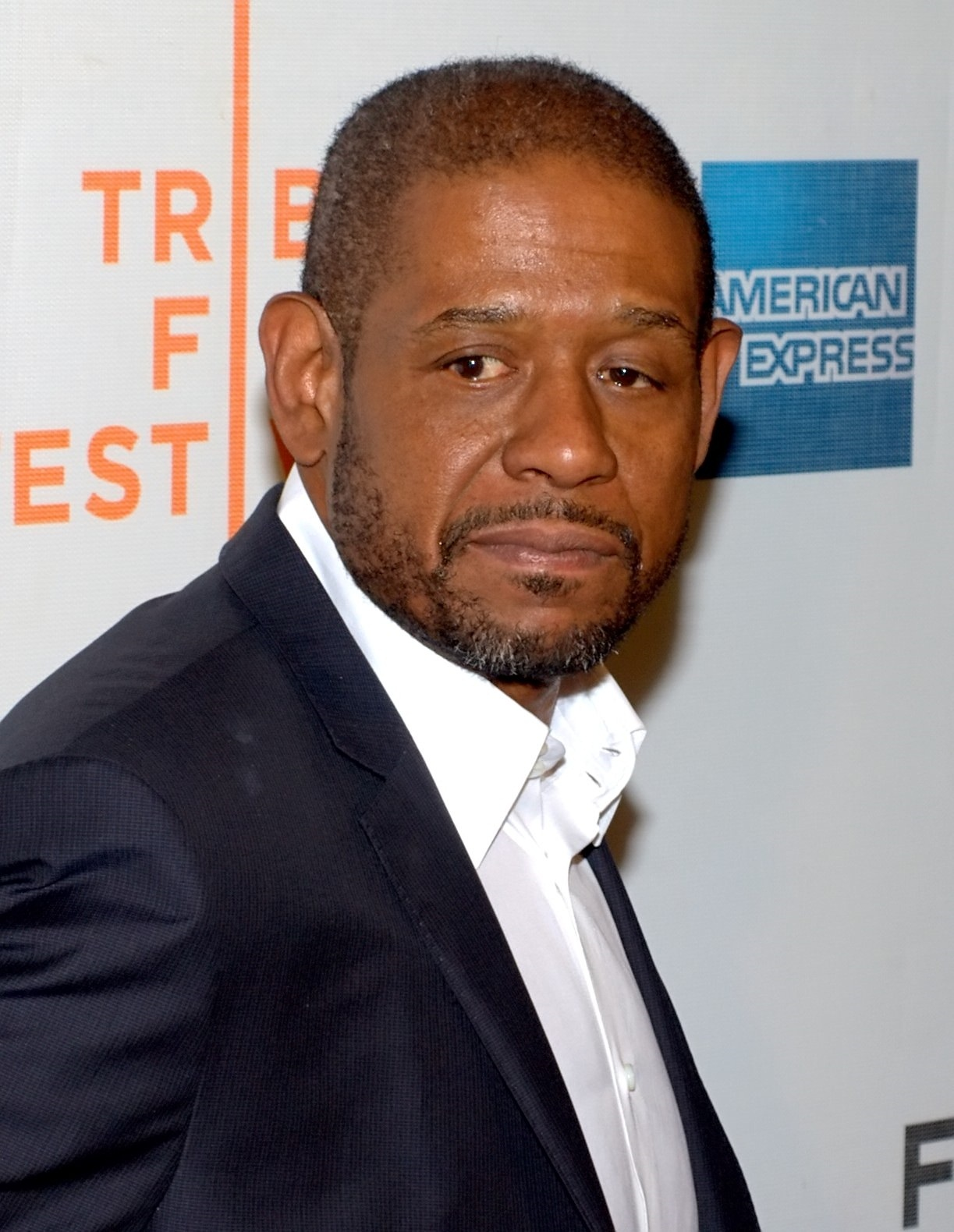
Форест Уитакер

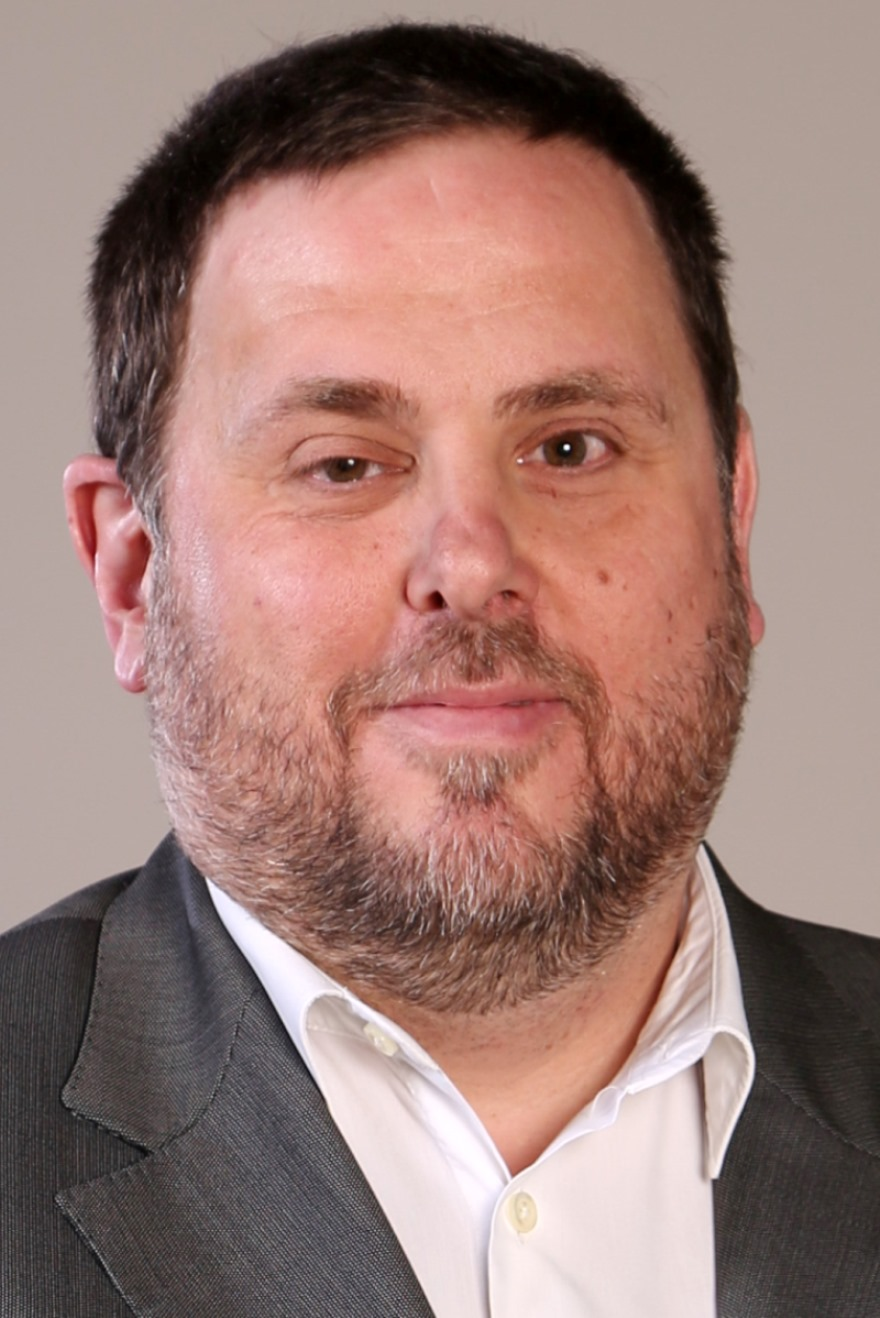
Уриол Жункерас

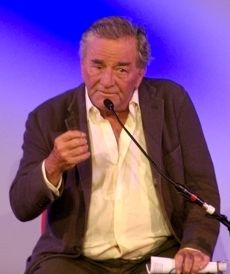
Питер Фальк

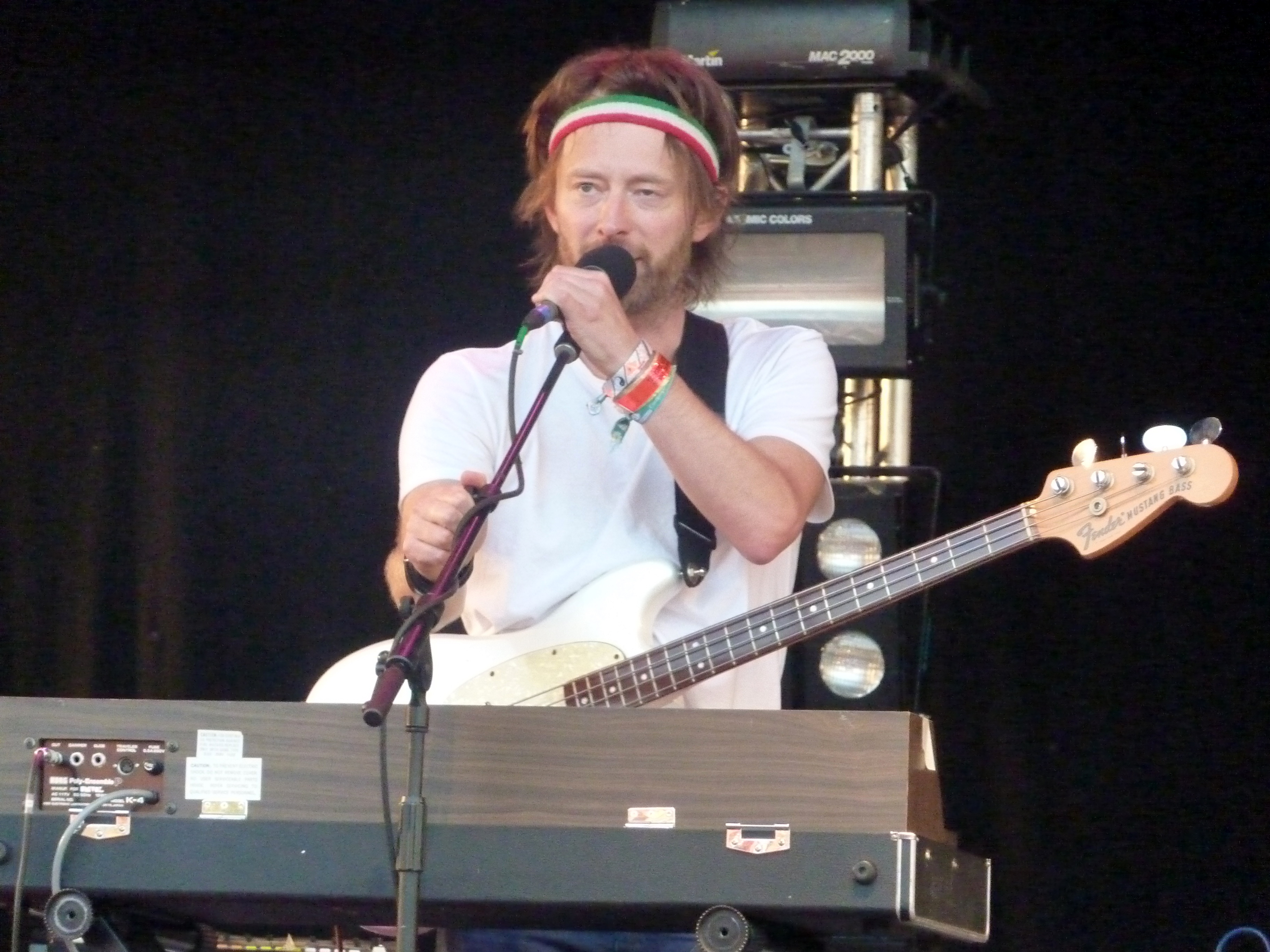
Том Йорк

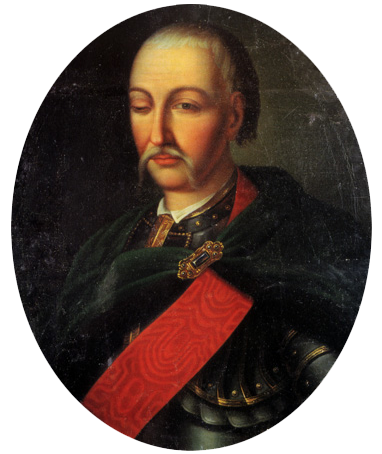
Даниил Павлович Апостол

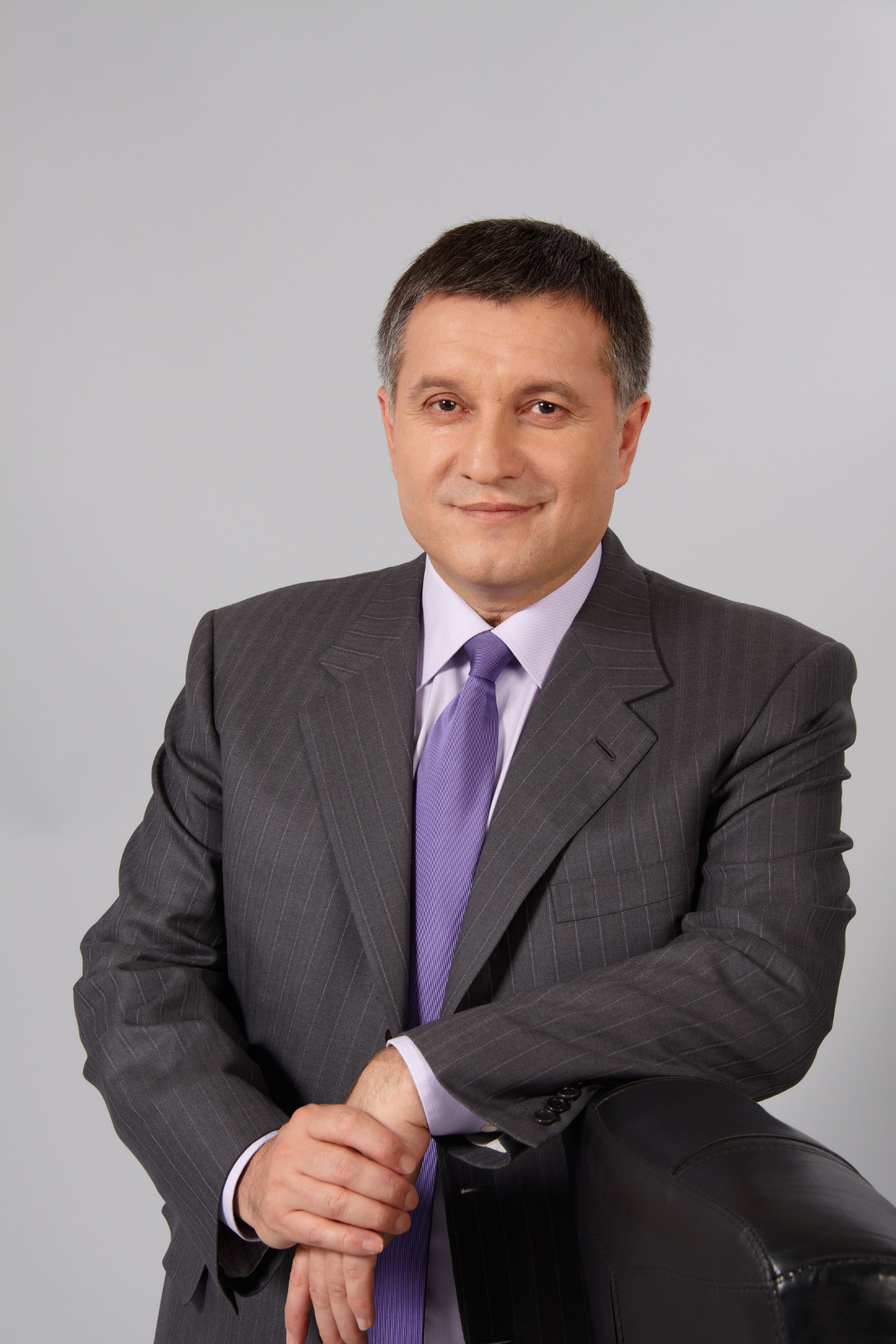
Арсен Аваков

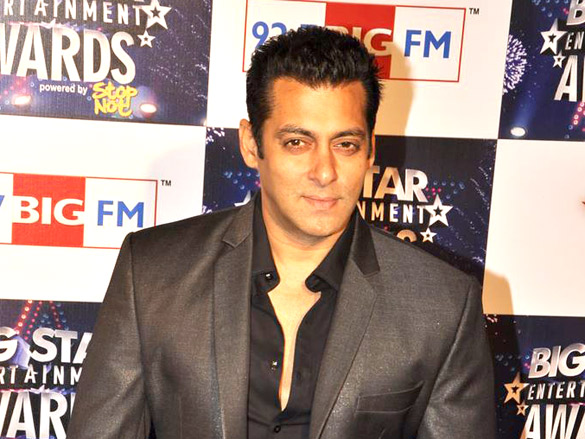
Салман Кхан

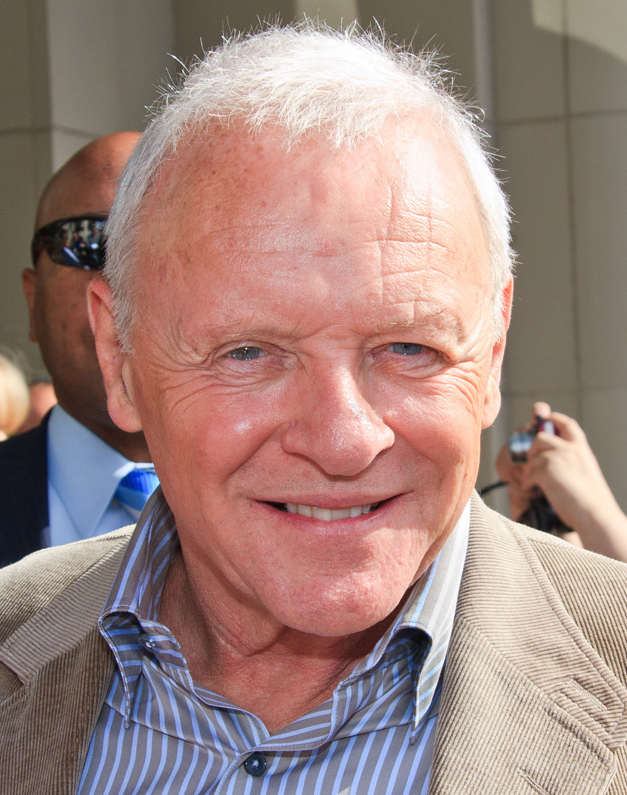
Энтони Хопкинс

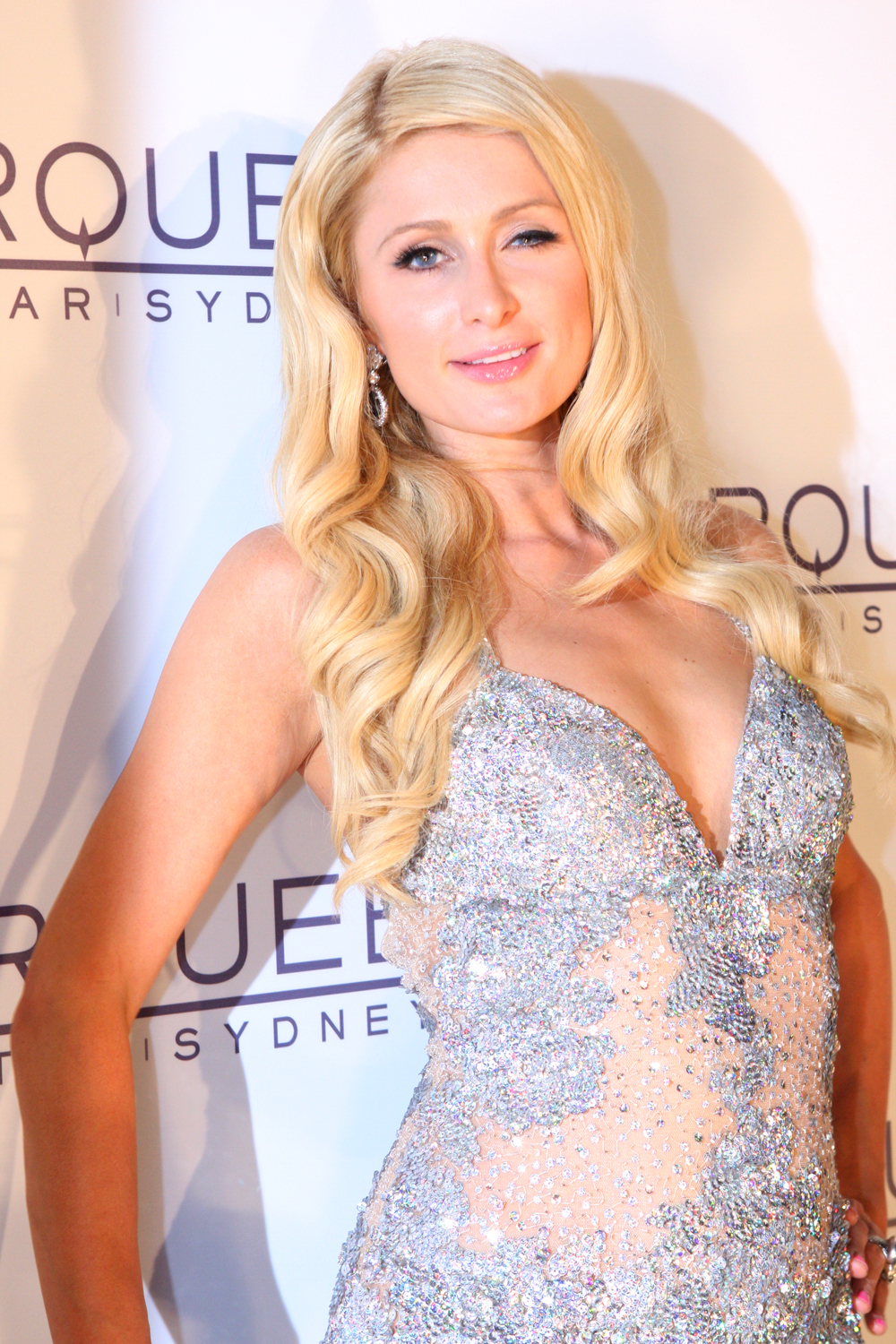
Пэрис Хилтон

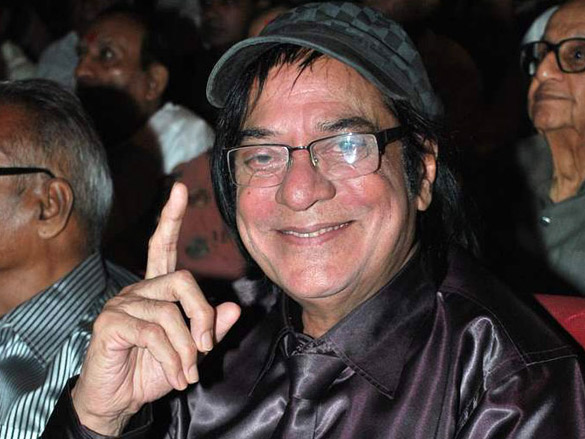
Джагдип